# Gvidi
Gvidi — бесплатный мобильный сервис по поиску и подбору ресторанов, кафе, баров и других заведений общественного питания на основе личных предпочтений конкретного человека. C помощью алгоритмов коллаборативной фильтрации Gvidi изучает интересы и привычки пользователей через социальный граф, прогнозирует их пристрастия и выдает персональные рекомендации относительно того, какие близлежащие места и насколько могут понравиться тому или иному пользователю. Сервис разработан компанией AlterGeo и впервые запущен 7 ноября 2012 года в российском App Store в формате бесплатного приложения для iPhone и других устройств на iOS. Позднее Gvidi вышел в Беларуси, Казахстане, Молдове, Таджикистане, Узбекистане и на Украине. 11 июля 2013 года он появился в США, а в Google Play была выпущена первая версия Gvidi для Android.

## История появления и развития
Первая информация о подготовке нового рекомендательного сервиса появилась в июле 2012 года, когда в одном из интервью сооснователь AlterGeo Александр Доржиев рассказал, что программисты компании «углубились в математику» и разрабатывают «алгоритмы персонализированных рекомендаций»:
То есть, когда человек открывает приложение, мы хотим порекомендовать те места, которые именно ему, именно в этот момент лучше всего подходят. Для этого используются сложные статистические алгоритмы, которые обрабатывают все данные, которые у нас есть о пользователях и о местах, и, кроме того, собирают сведения из интернета... В идеале результат должен выглядеть так: человеку хочется куда-то сходить, но он не знает, куда. Он открывает приложение и видит именно то место поблизости, которое в точности отвечает его вкусам и привычкам.
В ходе RIW-2012 намерение выпустить такой сервис было зафиксировано сайтом Обещания. Ru.
7 ноября 2012 года бесплатное приложение Gvidi для iPhone появилось в российском App Store и уже через несколько часов вышло на 1-е место в категории «Еда и напитки».
В первой половине 2013 года состоялись релизы Gvidi в Беларуси, Казахстане, Молдове, Таджикистане, Узбекистане и на Украине.
11 июля 2013 года iOS-версия Gvidi вышла в американском App Store. Тогда же в магазине Google Play появилось приложение Gvidi для Android — сразу на русском и английском языках.
В планах авторов Gvidi — выход на новые рынки и разработка приложений для мобильных устройств на платформах Windows Phone и Tizen.

## Функции

### Подбор заведений: персональные рекомендации
Искусственный разум, очевидно, стал реальностью и применительно к “ресторанным” приложениям...MacDigger
Основная функция Gvidi заключается в выдаче персональных рекомендаций по окружающим кафе, барам и ресторанам каждому человеку индивидуально на основе его личных предпочтений. Для этого используются специально разработанные в компании AlterGeo алгоритмы коллаборативной фильтрации: Gvidi собирает данные о привычках и интересах пользователей и их друзей и дает автоматические прогнозы относительно потенциального уровня их симпатии к тому или иному заведению.
Пользователи получают персональные рекомендации в двух форматах:
- в списке окружающих кафе, баров и ресторанов напротив каждого указывается вероятность, с которой конкретному пользователю понравится то или иное место (в процентах);
- пользователю выдается индивидуальный совет посетить определенное заведение, наилучшим образом подходящее его личным пристрастиям[12].

Анализируемые сервисом Gvidi данные о привычках и интересах пользователей и их друзей берутся из следующих источников:
- открытая информация, оставленная пользователями в социальных сетях;
- оценки заведений, оставленные пользователями непосредственно в приложении[13][14][15].

Предполагается, что пользователи должны помогать Gvidi приобретать максимум необходимой сервису информации о них и тем самым обучать приложение. Поэтому для получения наиболее точных и полезных персональных рекомендаций нужно регулярно оценивать посещенные заведения прямо в Gvidi, а также подключать к нему личные аккаунты в социальных сетях Facebook, ВКонтакте и Twitter.

### Поиск заведений
С этим приложением больше не придётся ломать голову в поиске места для посиделок на вечер.Lifehacker.ru
В Gvidi реализована возможность осуществлять самостоятельный поиск заведений в нужном радиусе и по множеству различных критериев, включая:
- наличие Wi-Fi;
- доступность некурящих зон;
- размер среднего чека;
- наличие специальных предложений на бизнес-ланч;
- режим работы (круглосуточно или нет);
- наличие летней веранды;
- принадлежность сети ресторанов;
- доступность развлечений для детей;
- дисконтная опция.

Кроме того, можно отдельно искать заведения, которые сам пользователь и его друзья уже посещали ранее или где они никогда не бывали. Список результатов поиска сортируется по рекомендациям (начиная с наиболее подходящих личным вкусам пользователя мест) или по расстоянию — удаленности от текущего местоположения пользователя.
Профиль каждого кафе, бара и ресторана содержит довольно детальную информацию о заведении, включая описание, контактные данные, фотографии, оценки и отзывы прежних посетителей. Местоположение точек общепита можно смотреть на встроенной карте и прокладывать до них маршруты.

### Социальная часть
...Социальная сеть для гурманов... Вместе с Gvidi поиск хорошего ресторанчика для дружеских посиделок, бизнес-ланча или романтического свидания, превращается в увлекательную игру...Планета iPhone
Пользователи Gvidi могут смотреть, в каких заведениях побывали их друзья, где им нравится и не нравится, а также делиться собственными впечатлениями аналогичного содержания. Для этого также используется опция кросспостинга: подключив собственные аккаунты в Facebook, ВКонтакте и Twitter, можно ретранслировать информацию обо всем происходящем в Gvidi в соответствующие социальные сети.
Кроме того, в приложении реализован непосредственно функционал общения — через систему Like’ов и комментирования действий друзей.

### Скидки
В качестве бонуса для пользователей Gvidi предусмотрен набор скидок в некоторых кафе, барах и ресторанах. Заведения, в которых действуют такие специальные предложения, можно найти, например, через поиск. Для получения валюты, необходимой для приобретения дисконтных купонов, достаточно поделиться информацией о Gvidi на своих страницах в социальных сетях.

### Бронирование столиков
4 апреля 2013 года в приложении Gvidi для iPhone появилась система бронирования. Таким образом, пользователи получили возможность сразу резервировать места в найденных (рекомендованных им) заведениях. Сообщалось, что на тот момент уже можно было забронировать столик «практически в любом несетевом заведении Москвы».

## База заведений (кафе, баров, ресторанов)
Приложение использует обширную базу мест по Москве, Киеву, Санкт-Петербургу и многим другим городам России и СНГ, что делает его незаменимым для путешественников и просто активных горожанСофт@Mail.Ru
Gvidi использует базу геосоциального сервиса AlterGeo, которая содержит информацию о более чем 200 тысячах мест, включая сведения о координатах и адресах заведений общественного питания, отметки (чекины), оценки, отзывы, фотографии и т. д.
В Gvidi нельзя самостоятельно добавлять новые точки, однако это возможно делать через AlterGeo. Поскольку базы AlterGeo и Gvidi периодически синхронизируются, с обновлением первой корректируется и вторая.
Эксперты выявили некоторые недостатки в актуальности базы Gvidi (например, наличие в ней небольшого числа уже закрытых екатеринбургских заведений), однако признали это допустимым, сославшись на объективные причины: высокую динамичность изменений на рынке общепита, за которыми сложно уследить, и молодой возраст сервиса. Пользователи Gvidi имеют возможность помогать сервису поддерживать информацию в актуальном виде: в профиле каждого заведения есть формы для отправки сведений об ошибках в описаниях и прекращении работы соответствующих кафе, баров и ресторанов в службу поддержки.

## Награды
Gvidi — лауреат европейской премии Bully Awards 2013, победитель международного конкурса Tactrick Android Developer Cup в номинации «Лучшая идея», II Конкурса Apps4All в номинации «Лучшее приложение с использованием сервисов Google на других платформах», а также финалист конкурса питчей StartupWomen: Food Startups.
Проекту Gvidi присвоен высший индекс привлекательности ААА в Russian Startup Rating.
Вскоре после выпуска Gvidi разработчик сервиса компания AlterGeo получила престижную международную премию The Europas (недоступная ссылка) как лучший российский стартап и была включена в шортлист в номинации «Лучший стартап в сфере транспорта, путешествий и окружающей среды», стала финалистом рейтинга Red Herring Top 100 Global, в финал которого в своё время выходили такие лидеры рынка, как Facebook, Twitter, Google, Yahoo, Skype, eBay, Яндекс, Лаборатория Касперского и некоторые другие проекты и предприятия, а также вместе с Яндекс, Ozon и Ecwid вошла в число четырёх крупнейших IT-компаний России — «будущих титанов» технологической отрасли по версии Financial Times.
Награды разработчиков: см. «AlterGeo (компания)»: «Признание и награды».